# Prästfäbobergetmasten
Prästfäbobergetmasten är en 327 meter hög radio- och TV-mast som ägs av Teracom. Den är belägen på Prästfäbodberget nära Vitberget bakom Skellefteå Kraft Arena. Masten har fyra nivåer av lampor. 
År 2014 byttes hela antennsystemet ut i syfte att öka driftsäkerheten för marksänd tv i området och 2020 målades masten om för att förebygga rost. Mastens höjd ökade med 1 meter efter installationen av en ny åskledare på mastens topp. 
Masten är Sveriges sjätte högsta mast, delad plats med Spånsanmasten och Bäckeforsmasten.